# 축배사이다
축배사이다는 1997년에 해태음료에서 출시한 청량 음료이다. 당시 콤비콜라와 같이 판매되었다. 사이다의 기본 향인 레몬라임 향 대신 배 향을 첨가하여 다른 사이다들에 비해 달콤함이 강하며, 레몬라임 향 특유의 쓴 맛이 나지 않는 편이다. 초창기에 출시되었을 때 방송인 서세원이 TV 광고에 출연하였다. 현재는 단종된 제품으로, 2013년에 해태음료에 문의한 바에 따르면 2008년에 단종되었다고 한다. 다만 PL 상품인 이마트 사이다로 OEM 생산되고 있으며, 2018년 3월에 갈아만든 배의 바리에이션인 갈배사이다가 출시되면서 축배사이다를 정신적으로 계승했다.

## 용량
- 190ml(캔)
- 350ml(페트병)
- 1.5L(페트병)

## 같이 보기
- 롯데음료
- 칠성사이다
- 스프라이트
- 킨사이다
- 천연사이다